# Permskoïe
Permskoïe (en russe : Пе́рмское), est un village du kraï du Primorié en Extrême-Orient russe. Il se trouve dans le raïon d'Olga, dans le sud-est du Primorié, et sa population s'élevait à 683 habitants au recensement de 2010.

## Géographie
La localité est située dans le kraï du Primorié, un sujet de l'Extrême-Orient de la Russie, en Mandchourie-Extérieure, autrefois chinoise (avant 1860), et se trouve dans le district fédéral Extrême-Oriental. Permskoïe est l'une des dix-neuf localités du raïon d'Olga, un raïon du sud-est du kraï. Son centre administratif est la commune urbaine d'Olga. La région est recouverte par les montagnes du Sikhote-Aline.
Permskoïe, comme tout le kraï du Primorié, est située dans le fuseau horaire MSK+7 (heure de Vladivostok). Le décalage horaire appliqué par rapport au temps universel coordonné est +10:00.
De 2004 à 2022, Permskoïe faisait partie de l'établissement rural de Permskoïe,.

## Histoire
Le village a été fondé en 1864 par des immigrants du gouvernement de Perm, d'où le nom.

## Démographie
Recensements (*) et estimations de la population,,,:
| 1868 | 1896 | 1897 | 1900 |
| ---- | ---- | ---- | ---- |
| 34   | 149  | 138  | 156  |

| 1912 | 1915 | 1926* | 2002 * |
| ---- | ---- | ----- | ------ |
| 212  | 336  | 26    | 716    |

| 2010* | - | - | - |
| ----- | - | - | - |
| 683   | - | - | - |

En 2002, sur les 716 habitants, il y avait 88 % de Russes.

## Galerie

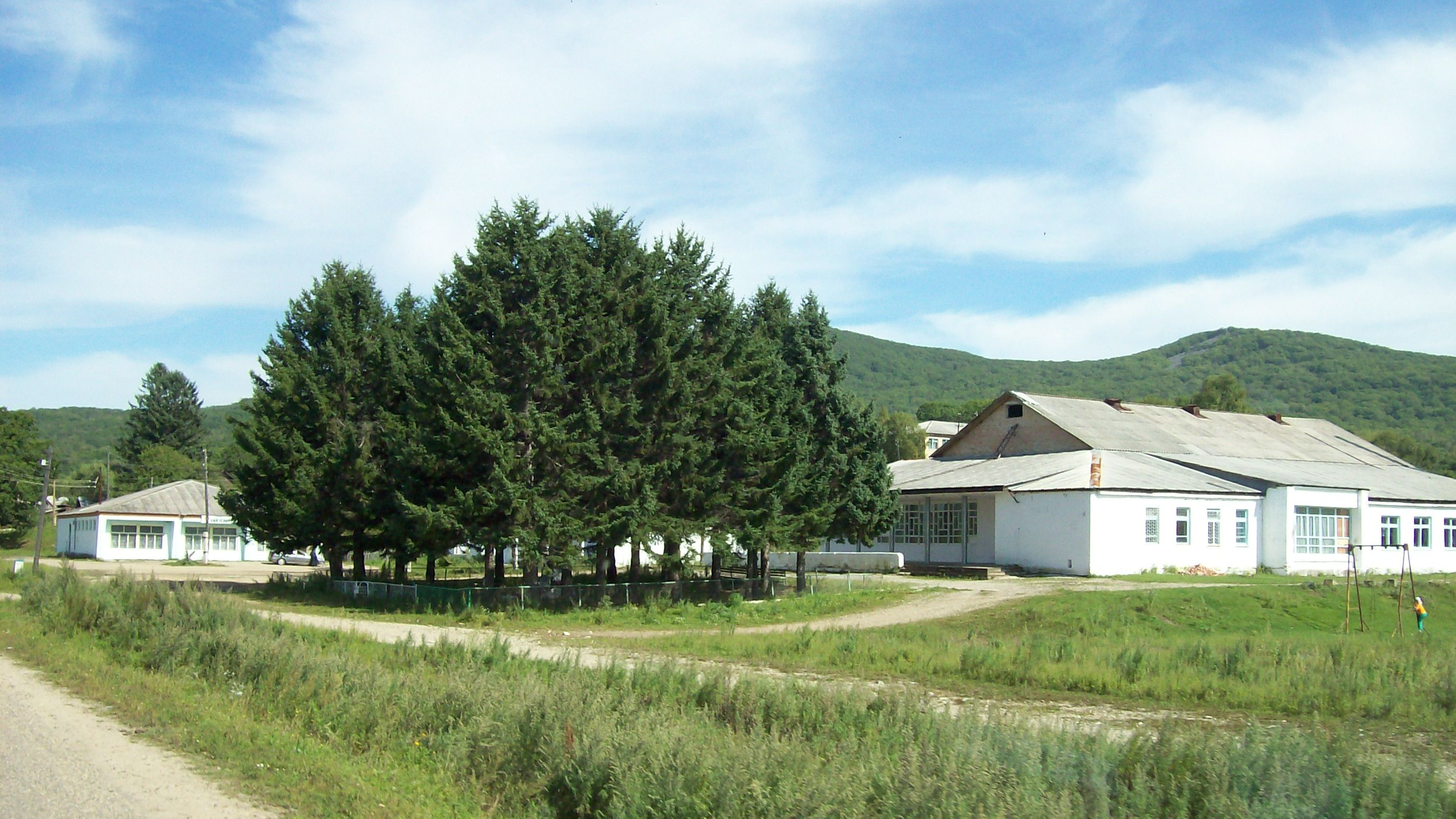
Le centre du village de Perm, un magasin, un club et une place.
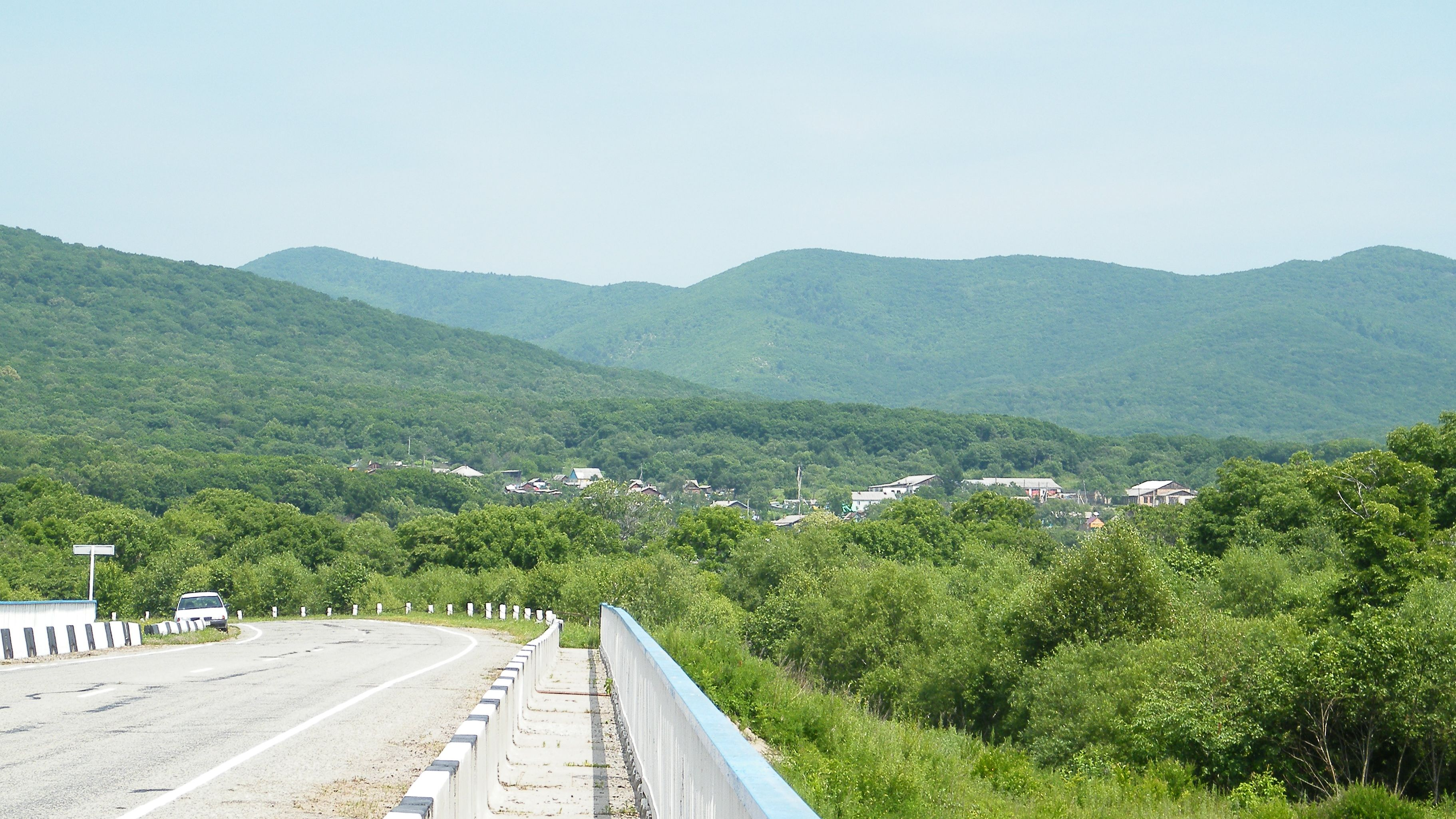
Village de Permskoïe, vue depuis le pont sur la rivière Arzamazovka
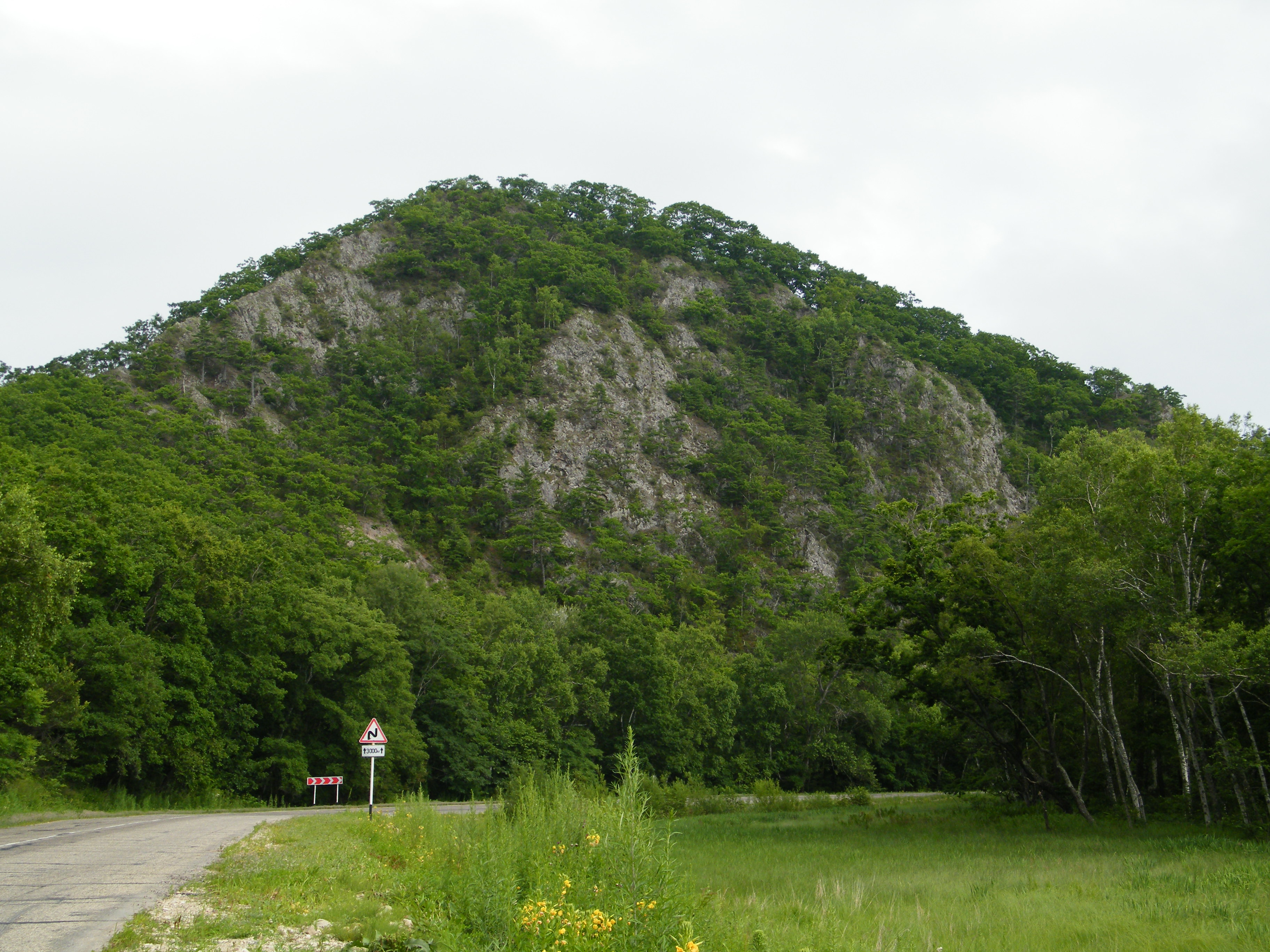
"La Falaise du Diable".